# Michael Lüftner
Michael Lüftner (født 14. marts 1994 i Chabařovice) er en tjekkisk fodboldspiller, der spiller for den ungarske klub Fehérvár FC. Han har tidligere spillet for den den danske superligaklub FC København. Han kom til FCK i juli 2017 fra Slavia Prag i den Tjekkiske 1. liga.
Kontrakten med FC København var femårig. Han fik debut for FCK den 12. juli 2017 imod MŠK Žilina i en kvalifikationskamp til UEFA Champions League. I sæson 2018/19 opnåede Lüftner blot en enkelt superligakamp, inden han i en reserveholdskamp i september 2018 pådrog sig en skade, der holdt ham ude af resten af sæson 2018/19.
Manglende spilletid efter skaden medførte, at der i juni 2019 blev indgået om udleje af Lüftner til den cypriotiske klub Omonia Nicosia. I juni 2021 blev Lüftner solgt til Fehévar.